# Дуб крупноплодный
Дуб крупноплодный (лат. Quercus macrocarpa) — вид рода Дуб семейства Буковые (Fagaceae),
Распространён в Северной Америке (восточной и центральной части Соединённых Штатов, а также восточной и центральной Канады: а именно — на атлантической прибрежной равнине от Нью-Брансуика до Северной Каролины, на западе до Альберты, на востоке Монтаны, Вайоминга и на северо-востоке Нью-Мексико. Подавляющее большинство популяций приурочено к востоку Великих равнин, в Миссисипи — Миссури — долине Огайо и в районе Великих озёр), образуя так называемые дубово-гикоревые леса. Это растение ещё называют моховником и белым моховым дубом.
Деревья высотой до 30 м (изредка до 50 м), с толстым стволом (до 3 м) и раскидистой, шатровидной кроной. Кора на стволе светло-коричневая, растрескивающаяся (у молодых деревьев кора образует характерные гребни, которые незнакомые с данном видом люди обычно принимают за грибковые поражения). Листья обратно-яйцевидные, продолговатые, до 25 см длиной, глубоко лопастные; сверху блестящие, тёмно-зелёные, снизу беловато-зелёные, опушенные, осенью приобретают эффектную жёлто-коричневую окраску. Жёлуди овальные, крупные, до 5 см, на 1/3 охваченные плюской.

## Экология
Крупноплодному дубу обычно требуется свободное от полога леса пространство. По этой причине это важное дерево в восточных прериях, которое часто встречается у водных путей в более лесных районах, где есть разрыв в кроне деревьев. Он устойчив к засухе, возможно, из-за длинного стержневого корня. В конце вегетационного периода однолетний саженец может иметь стержневой корень глубиной 1,37 м (4 фута 6 дюймов) и ширину бокового корня 76 см (2 фута 6 дюймов).
Деревья дуба крупноплодного (Quercus macrocarpa) очень влаголюбивы; при этом выдерживают зимние температуры вплоть до кратковременных морозов в -39°С.
Жёлуди отличаются ранней всхожестью и способны к прорастанию без стратификации.

## Применение
Древесина обладает ценными характеристиками, свойственными для рода.
Семена съедобны. Их хранят для весеннего посева в полувлажном песке в подвальном помещении. Осенью семена высевают после сбора и воздушной сушки. Всхожесть семян сохраняется до весны следующего года. Грунтовая всхожесть 80—85 %. Глубина заделки семян — 5—6 см.
На родине произрастания название крупноплодного дуба зафиксировано, в частности, в парке Burr Oak State Park в Огайо, городах Берр-Оук (штат Айова) и Берр-Оук (штат Канзас) и деревне Берр-Оук (штат Мичиган).